# Малімб червоноволий
Малі́мб червоноволий (Malimbus nitens) — вид горобцеподібних птахів родини ткачикових (Ploceidae). Мешкає в Західній і Центральній Африці.

## Опис
Довжина птаха становить 17 см. Забарвлення блискучо-чорне, за винятком яскраво0червоних горло і грудей. Очі червоні. Дзьоб сталево-синій. У самчок нижня частина тіла тьмяна, а не блискуча, однак загалом виду не притаманний статевий диморфізм.

## Поширення і екологія
Червоноволі малімби поширені від Гамбії і Сенегалу до крайнього заходу Уганди та північної Анголи. Вони живуть у вологих рівнинних тропічних лісах і на плантаціях. Живляться комахами та іншими безхребетними, а також плодами олійної пальми.. Гніздо кулеподібне, робиться з рослинних волокон і корінців, часто розміщується над водою. В кладці 2 яйця.